# Croatia Open Umag 1999 - Qualificazioni singolare
Le qualificazioni del singolare  del Croatia Open Umag 1999 sono state un torneo di tennis preliminare per accedere alla fase finale della manifestazione. I vincitori dell'ultimo turno sono entrati di diritto nel tabellone principale. In caso di ritiro di uno o più giocatori aventi diritto a questi sono subentrati i lucky loser, ossia i giocatori che hanno perso nell'ultimo turno ma che avevano una classifica più alta rispetto agli altri partecipanti che avevano comunque perso nel turno finale.
Le qualificazioni del torneo Croatia Open Umag 1999 prevedevano 32 partecipanti di cui 4 sono entrati nel tabellone principale.

## Teste di serie
1. Roberto Carretero-Diaz (Qualificato)
2. Borut Urh (Qualificato)
3. Boris Borgula (ultimo turno)
4. Stefano Cobolli (ultimo turno)

1. Tomáš Catar (secondo turno)
2. Ivan Beros (Qualificato)
3. Robin Vik (ultimo turno)
4. Fabio Maggi (ultimo turno)

## Qualificati
1. Roberto Carretero-Diaz
2. Borut Urh

1. Ivan Beros
2. Johan Landsberg

## Tabellone

### Legenda
| - Q = Qualificato - WC = Wild card - LL = Lucky loser | - ALT = Alternate - SE = Special Exempt - PR = Protected Ranking | - w/o = Walkover - r = Ritirato - d = Squalificato |

### Sezione 1
|  | Primo turno      | Primo turno            | Primo turno            | Primo turno | Primo turno |  |  | Secondo turno | Secondo turno          | Secondo turno          | Secondo turno | Secondo turno |   |   | Ultimo turno | Ultimo turno           | Ultimo turno | Ultimo turno | Ultimo turno |  |
|  |                  |                        |                        |             |             |  |  |               |                        |                        |               |               |   |   |              |                        |              |              |              |  |
|  | 1                | Roberto Carretero-Diaz | Roberto Carretero-Diaz | 6           | 6           |  |  |               |                        |                        |               |               |   |   |              |                        |              |              |              |  |
|  |                  | Alberto Riva           | Alberto Riva           | 0           | 0           |  |  | 1             | Roberto Carretero-Diaz | Roberto Carretero-Diaz | 6             | 6             |   |   |              |                        |              |              |              |  |
|  | Zlatko Stupavsky | Zlatko Stupavsky       | Zlatko Stupavsky       | 6           | 6           |  |  |               | Zlatko Stupavsky       | Zlatko Stupavsky       | 2             | 0             |   |   |              |                        |              |              |              |  |
|  | Daniel Kriz      | Daniel Kriz            | Daniel Kriz            | 2           | 2           |  |  |               |                        |                        |               |               |   |   | 1            | Roberto Carretero-Diaz | 6            | 0            | 6            |  |
|  | Mario Tudor      | Mario Tudor            | Mario Tudor            | 6           | 6           |  |  |               |                        | 7                      | Robin Vik     | 2             | 6 | 4 |              |                        |              |              |              |  |
|  | Miroslav Popovic | Miroslav Popovic       | Miroslav Popovic       | 0           | 3           |  |  |               | Mario Tudor            | Mario Tudor            | 1             | 1             |   |   |              |                        |              |              |              |  |
|  | 7                | Robin Vik              | Robin Vik              | 7           | 7           |  |  | 7             | Robin Vik              | Robin Vik              | 6             | 6             |   |   |              |                        |              |              |              |  |
|  |                  | Remus Farcas           | Remus Farcas           | 6           | 5           |  |  |               |                        |                        |               |               |   |   |              |                        |              |              |              |  |

### Sezione 2
|  | Primo turno  | Primo turno    | Primo turno    | Primo turno | Primo turno |  |  | Secondo turno | Secondo turno | Secondo turno | Secondo turno | Secondo turno |   |   | Ultimo turno | Ultimo turno | Ultimo turno | Ultimo turno | Ultimo turno |  |
|  |              |                |                |             |             |  |  |               |               |               |               |               |   |   |              |              |              |              |              |  |
|  | 2            | Borut Urh      | 6              | 4           | 6           |  |  |               |               |               |               |               |   |   |              |              |              |              |              |  |
|  |              | Petr Kovačka   | 3              | 6           | 3           |  |  | 2             | Borut Urh     | 7             | 1             | 6             |   |   |              |              |              |              |              |  |
|  | Jan Hernych  | Jan Hernych    | Jan Hernych    | 6           | 7           |  |  |               | Jan Hernych   | 5             | 6             | 2             |   |   |              |              |              |              |              |  |
|  | Goran Orešić | Goran Orešić   | Goran Orešić   | 4           | 6           |  |  |               |               |               |               |               |   |   | 2            | Borut Urh    | Borut Urh    | 6            | 7            |  |
|  | Mirko Mamic  | Mirko Mamic    | Mirko Mamic    | 6           | 6           |  |  |               |               | 8             | Fabio Maggi   | Fabio Maggi   | 4 | 6 |              |              |              |              |              |  |
|  | Marko Picek  | Marko Picek    | Marko Picek    | 0           | 0           |  |  |               | Mirko Mamic   | Mirko Mamic   | 1             | 1             |   |   |              |              |              |              |              |  |
|  | 8            | Fabio Maggi    | Fabio Maggi    | 6           | 6           |  |  | 8             | Fabio Maggi   | Fabio Maggi   | 6             | 6             |   |   |              |              |              |              |              |  |
|  |              | Sinisa Popovic | Sinisa Popovic | 2           | 0           |  |  |               |               |               |               |               |   |   |              |              |              |              |              |  |

### Sezione 3
|  | Primo turno         | Primo turno         | Primo turno     | Primo turno | Primo turno |  |  | Secondo turno | Secondo turno       | Secondo turno       | Secondo turno | Secondo turno |   |   | Ultimo turno | Ultimo turno  | Ultimo turno | Ultimo turno | Ultimo turno |  |
|  |                     |                     |                 |             |             |  |  |               |                     |                     |               |               |   |   |              |               |              |              |              |  |
|  | 3                   | Boris Borgula       | Boris Borgula   | 6           | 6           |  |  |               |                     |                     |               |               |   |   |              |               |              |              |              |  |
|  |                     | Cristian Brandi     | Cristian Brandi | 3           | 2           |  |  | 3             | Boris Borgula       | Boris Borgula       | 6             | 3             |   |   |              |               |              |              |              |  |
|  | Ruben Fernandez-Gil | Ruben Fernandez-Gil | 4               | 7           | 6           |  |  |               | Ruben Fernandez-Gil | Ruben Fernandez-Gil | 3             | 2r            |   |   |              |               |              |              |              |  |
|  | Ali Hamadeh         | Ali Hamadeh         | 6               | 6           | 1           |  |  |               |                     |                     |               |               |   |   | 3            | Boris Borgula | 1            | 6            | 5            |  |
|  | Leoš Friedl         | Leoš Friedl         | 1               | 6           | 6           |  |  |               |                     | 6                   | Ivan Beros    | 6             | 2 | 7 |              |               |              |              |              |  |
|  | Ivan Cerović        | Ivan Cerović        | 6               | 1           | 3           |  |  |               | Leoš Friedl         | Leoš Friedl         | 3             | 2             |   |   |              |               |              |              |              |  |
|  | 6                   | Ivan Beros          | Ivan Beros      | 6           | 6           |  |  | 6             | Ivan Beros          | Ivan Beros          | 6             | 6             |   |   |              |               |              |              |              |  |
|  |                     | Hrvoje Grgan        | Hrvoje Grgan    | 0           | 1           |  |  |               |                     |                     |               |               |   |   |              |               |              |              |              |  |

### Sezione 4
|  | Primo turno     | Primo turno     | Primo turno     | Primo turno | Primo turno |  |  | Secondo turno | Secondo turno   | Secondo turno   | Secondo turno   | Secondo turno   |   |   | Ultimo turno | Ultimo turno    | Ultimo turno    | Ultimo turno | Ultimo turno |  |
|  |                 |                 |                 |             |             |  |  |               |                 |                 |                 |                 |   |   |              |                 |                 |              |              |  |
|  | 4               | Stefano Cobolli | 2               | 6           | 6           |  |  |               |                 |                 |                 |                 |   |   |              |                 |                 |              |              |  |
|  |                 | Goran Prpić     | 6               | 2           | 2           |  |  | 4             | Stefano Cobolli | Stefano Cobolli | 6               | 6               |   |   |              |                 |                 |              |              |  |
|  | Tomáš Anzari    | Tomáš Anzari    | Tomáš Anzari    | 6           | 7           |  |  |               | Tomáš Anzari    | Tomáš Anzari    | 3               | 4               |   |   |              |                 |                 |              |              |  |
|  | Ivan Stelko     | Ivan Stelko     | Ivan Stelko     | 1           | 5           |  |  |               |                 |                 |                 |                 |   |   | 4            | Stefano Cobolli | Stefano Cobolli | 2            | 3            |  |
|  | Johan Landsberg | Johan Landsberg | Johan Landsberg | 6           | 6           |  |  |               |                 |                 | Johan Landsberg | Johan Landsberg | 6 | 6 |              |                 |                 |              |              |  |
|  | Ozren Sigir     | Ozren Sigir     | Ozren Sigir     | 1           | 1           |  |  |               | Johan Landsberg | 6               | 4               | 6               |   |   |              |                 |                 |              |              |  |
|  | 5               | Tomáš Catar     | Tomáš Catar     | 6           | 6           |  |  | 5             | Tomáš Catar     | 1               | 6               | 2               |   |   |              |                 |                 |              |              |  |
|  |                 | Goran Mileta    | Goran Mileta    | 2           | 0           |  |  |               |                 |                 |                 |                 |   |   |              |                 |                 |              |              |  |